# Ken Follett
Ken Follett   (Cardiff, 5 de juny de 1949) és un escriptor gal·lès autor de thrillers i novel·les històriques en anglès. Ha venut més de 180 milions de còpies dels seus llibres. Quatre dels seus llibres han arribat a la primera posició del rànquing de llibres més venuts del diari New York Times.

## Biografia
Ken Follett, fill de Martin i Veenie, va néixer a Cardiff, Gal·les, on va viure fins que la seva família es va traslladar a Londres quan tenia 10 anys. Va ser quan els seus pares, fonamentalistes cristians, li van prohibir anar al cine i veure la televisió que va desenvolupar un primerenc interès per la lectura, tot i així fou un estudiant normal i corrent fins que va arribar a l'adolescència. El 1967 va ingressar al University College of London, on va estudiar filosofia i es va implicar en moviments d'esquerres. Es va casar amb la seva primera muller, Mary, el 1968.
Un cop graduat, a la tardor del 1970, Follett es va matricular a un curs de periodisme de tres mesos i va aconseguir feina com a reporter al South Wales Echo de Cardiff. Després de tres anys a Cardiff va tornar a Londres per treballar de reporter al Evening Standard. Al considerar aquesta feina poc gratificant, va deixar el periodisme per passar-se a l'edició i es va convertir en director editorial d'Everest Books en 1974. Follett va començar a escriure relats, al principi només per afició, a les tardes i als caps de setmana. L'èxit li va arribar amb la publicació, el 1978, de Storm Island (L'illa de les tempestes), que el va fer internacionalment famós. Des d'aleshores totes i cada una de les seves novel·les s'han convertit en un èxit de vendes, i un gran nombre d'elles han estat portades al cinema.
Follett es va involucrar a finals dels anys 70 amb les activitats del Partit laborista. Al llarg de les seves activitats polítiques va conèixer a Barbara Follett, una treballadora del Partit Laborista, que el 1982 es va convertir en la seva segona muller. Barbara fou escollida membre del Parlament el 1997, representant a Stevenage, i fou reescollida el 2001. El mateix Follett és un fidel partidari dels laboristes.
A finals de la dècada dels 80 i principis dels 90 va escriure una sèrie de quatre novel·les històriques. Els pilars de la Terra, l'obra que ha esdevingut un best-seller mundial, fou la primera d'aquestes novel·les. A diferència de les primeres obres de suspens de Follet, aquestes novel·les mostren múltiples línies argumentals, ocasionals explosions de violència, i l'acció està situada dins d'un marc històric. Els pilars de la terra, situada a l'Anglaterra medieval, gira al voltant de la construcció d'una catedral. A Nit sobre les aigües, l'acció se situa dins d'un hidroavió transatlàntic volant de Gran Bretanya a Nova York en el context de la Segona Guerra Mundial. Una fortuna perillosa tracta sobre una intriga familiar i de negocis en una gran familia de financers a l'època victoriana i Un lloc anomenat llibertat situa l'acció a algun lloc de les colònies britàniques a Nord-amèrica sobre les dates de la Revolució Americana.
Les tres últimes novel·les de Follett, La caiguda dels gegants, L'hivern del món i El llindar de l'eternitat, conformen la trilogia del segle xx,"Century". La caiguda dels gegants (2010) segueix els destins de cinc famílies interrelacionades -americans, alemanys, russos, anglesos i gal·lesos - mentre es mouen a través dels drames de l'agitació del món de la Primera Guerra Mundial, la Revolució Russa i la lluita pel vot femení. La caiguda dels gegants, publicat simultàniament en 14 països, va ser internacionalment popular i rematat diverses llistes dels més venuts.
L'hivern del món (2012) comença on acaba el primer llibre, ja que les cinc famílies interrelacionades entren en un moment de gran agitació social, política i econòmica, que comença amb l'ascens del Tercer Reich, de la Guerra Civil espanyola i amb els grans drames de la Segona Guerra Mundial, fins a les explosions de les bombes atòmiques americanes i soviètiques i el començament de la llarga Guerra Freda.
L'última novel·la de la trilogia "Century", El llindar de l'eternitat, segueix aquestes famílies a través dels esdeveniments de l'última meitat del segle, es va publicar el 16 de setembre de 2014. Igual que els dos llibres anteriors, narra la vida de cinc famílies a través la Guerra Freda i els moviments pels drets civils.

## Bibliografia

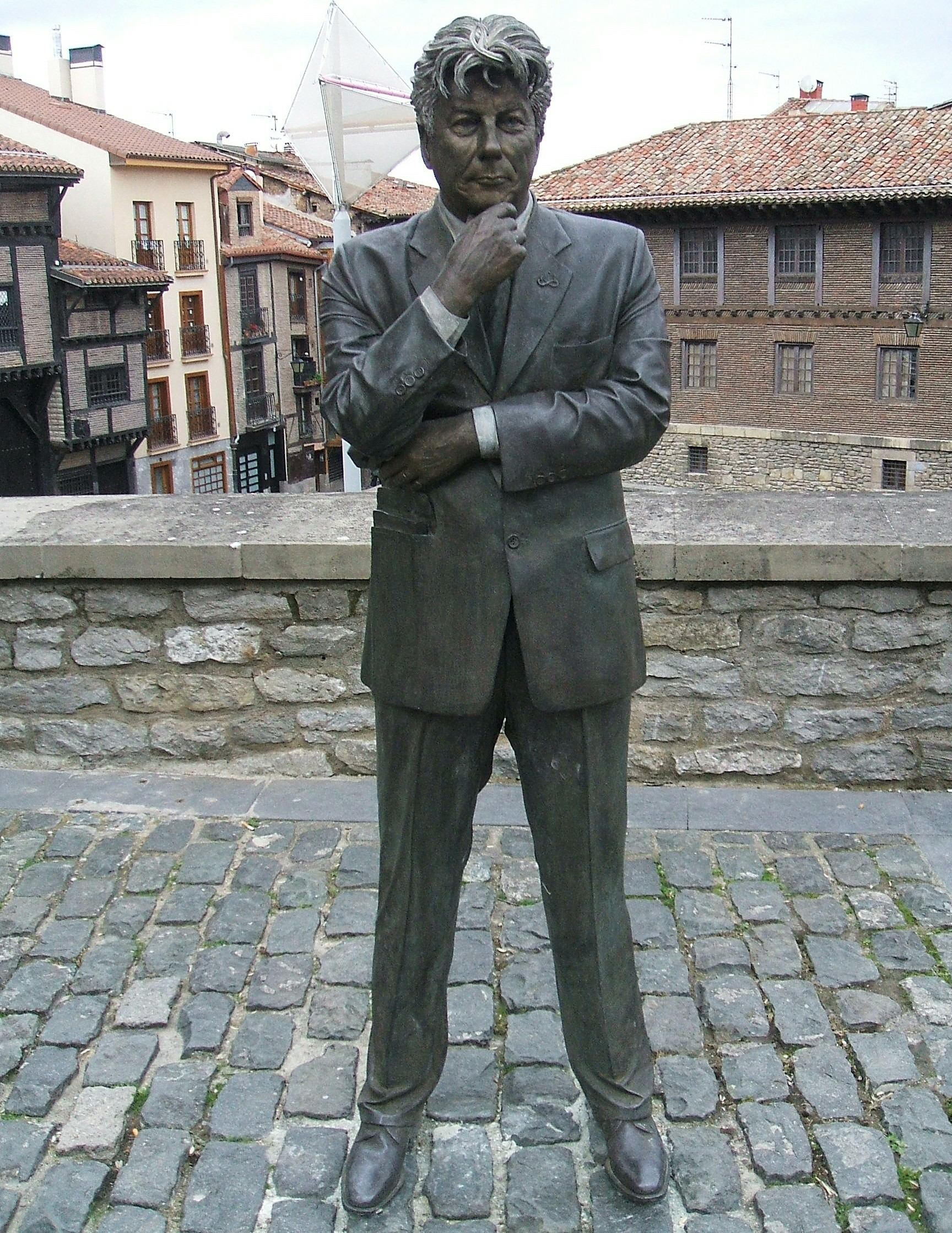
Estàtua de Ken Follett a Vitoria-Gasteiz.